# Krauchthal
Krauchthal ist eine politische Gemeinde im Verwaltungskreis Emmental des Schweizer Kantons Bern. Die Gemeinde besteht aus den Ortschaften Krauchthal (mit Hub und Dieterswald) und Hettiswil (mit Grauenstein und Hängelen).

## Geographie

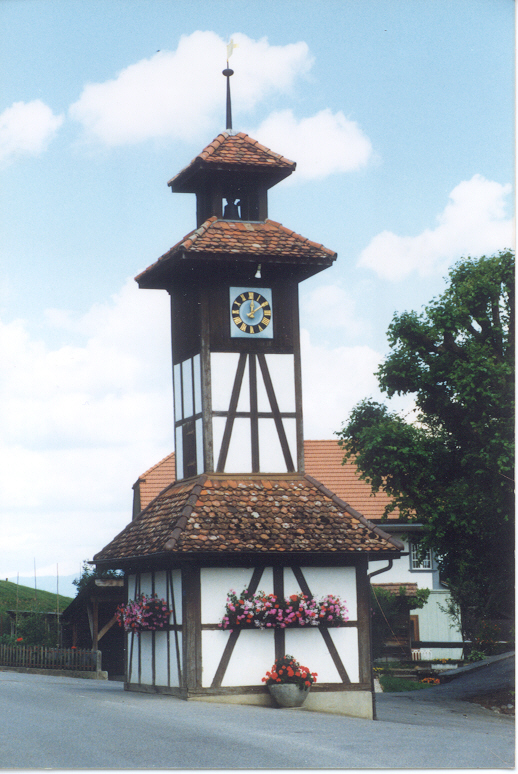
Lindenzytli Hettiswil

Die Gemeinde liegt im voralpinen Gebiet im Tal des Krauchtalbachs und eröffnet das Emmental von der nördlichen Seite her. Sie befindet sich ziemlich genau zwischen den Städten Bern und Burgdorf. Die beiden Ortschaften Krauchthal und Hub liegen in einem engen Tal, das sich in ost-westlicher Richtung zieht. Dagegen liegt Dieterswald in der Höhe auf einem leicht abfallenden Plateau. Hettiswil liegt nördlich mit offener Sicht über das bernische Mittelland mit Blick bis an den Jurasüdfuss in mässig hügeligem Gelände.
Krauchthal grenzt im Norden an Hindelbank, im Nordosten an Burgdorf, im Osten an Oberburg, im Südosten an Lützelflüh, im Süden an Vechigen, im Südwesten an Bolligen, im Westen an Bäriswil und im Nordwesten an Mattstetten.

## Sehenswürdigkeiten
Unmittelbar am östlichen Dorfrand erhebt sich die fast einhundert Meter hohe senkrechte Felszinne Kreuzfluh, auf deren Spitze ein Aussichtspavillon thront. Am Fuss des Lindenbergs hatten die eiszeitlichen Gletscher Höhlen ausgewaschen, die bereits in der Steinzeit von Menschen bewohnt waren. In diesen befinden sich heute die Höhlenwohnungen des Fluehüsli. Auf einer Felszinne südwestlich vom Dorf steht das Schloss Thorberg. Das Wahrzeichen von Hettiswil bildet das Klosterglöcklein Lindenzytli.

## Geschichte

Luftbild (1954)

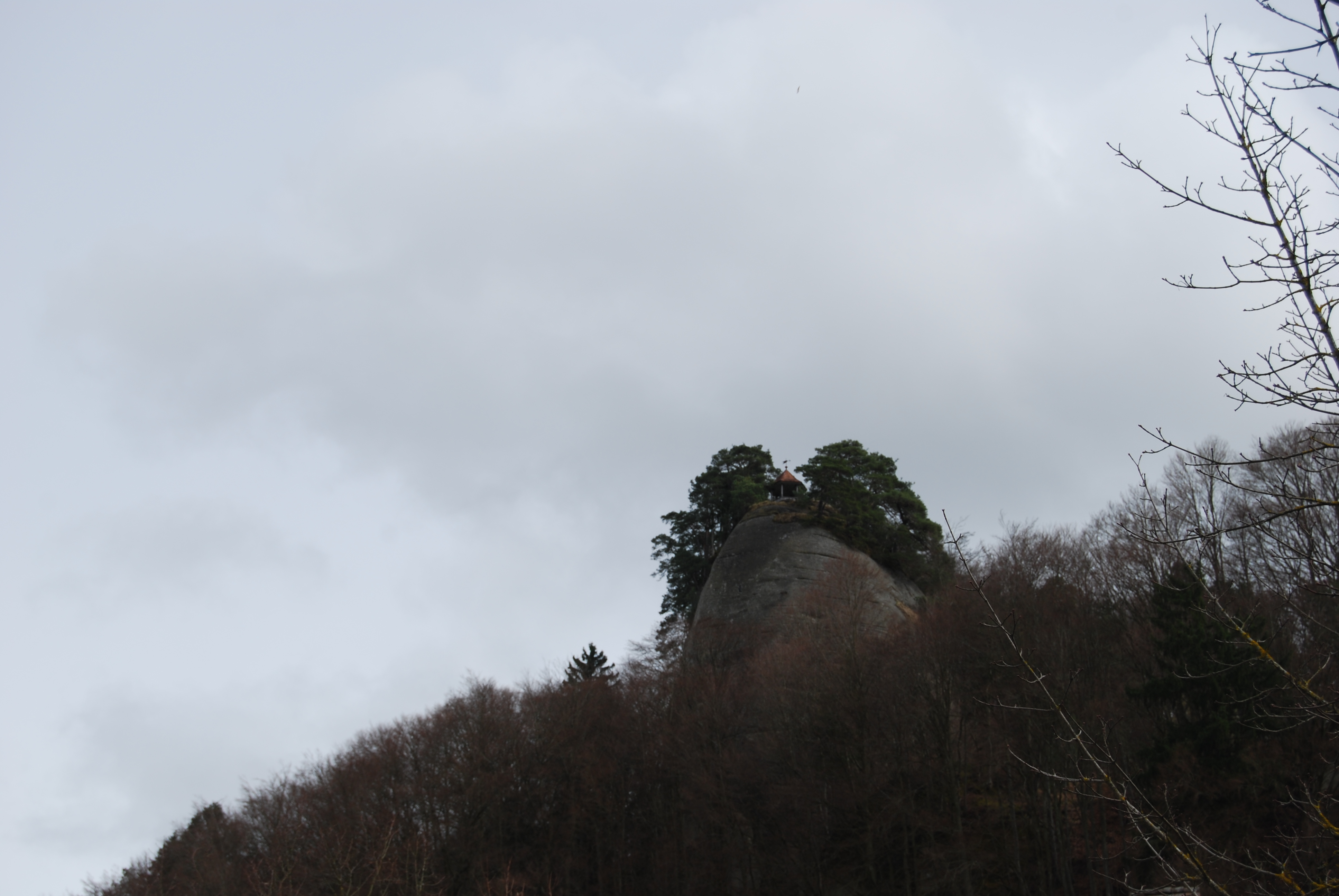
Kreuzfluh

Die Namen der Ortschaften tauchen wie folgt erstmals auf: Krauchthal 1208, Hettiswil 1107, Hub und Dieterswald 1329 und Thorberg 1196. Krauchthal und Hettiswil wurden bis zur Reformation (1528) durch die Kartause Thorberg und das Cluniazenser-Priorat Hettiswil geprägt. Das Schloss Thorberg diente nach der Reformation als Sitz eines bernischen Landvogts und beherbergt heute eine kantonale Strafanstalt.

## Politik
Gemeindepräsident ist Markus Iseli (SVP).
Die Stimmenanteile der Parteien anlässlich der Nationalratswahl 2023 betrugen: SVP 46,0 % (+3,9 %), SP 13,2 % (+1,3 %), Mitte 11,2 % (−1,0 %), FDP 7,7 % (−0,3 %), glp 7,4 % (+1,3 %), GPS 5,2 % (−2,9 %), EVP 3,7 % (+0,5 %), EDU 2,4 % (+0,2 %), SD 0,5 % (−0,5 %).

## Sport
Krauchthal verfügt über eine Damen-Korbballmannschaft, welche in der NLA spielt (Stand 2010). In Krauchthal hat es zudem einen Hornusserverein (Nationalliga A) und einen Unihockeyverein. Der Unihockeyverein besteht aus zwei Herrenmannschaften und einer Damenmannschaft, die alle Unihockey Kleinfeld spielen. 2015 gelang der Herrenmannschaft zum ersten Mal der Aufstieg in die höchste Liga (1. Liga Unihockey Kleinfeld).
Seit 2022 findet jährlich die Laufveranstaltung Thorberg-Trail statt.

## Söhne und Töchter der Gemeinde
- Gustav Huguenin (1840–1920), Psychiater, Neurologe, Internist und Entomologe
- Helmut Hubacher (1926–2020), Politiker (SP), Autor und Kolumnist
- Fritz Hans Schweingruber (1936–2020), Dendrochronologe und Professor Walddynamik und Dendrowissenschaften

## Partnergemeinde
- Kamenný Újezd, Tschechien